# IJF World Tour 2014
Il IJF World Tour 2014 è la sesta edizione del circuito dell'International Judo Federation, composto da una serie di tornei internazionali di judo.

È iniziato il 07 febbraio e si è concluso il 07 dicembre, è composto da 17 tappe in 16 stati diversi situati  in Europa, Asia, e America centrale. 
Durante questa edizione si sono volte le seguenti competizioni:
- 1 campionato del mondo
- 5 Grand Slam
- 11 Grand Prix

## I tornei
| Nº | Torneo                 | Sede                           | Data                     | Resoconto | Rif.   |
| -- | ---------------------- | ------------------------------ | ------------------------ | --------- | ------ |
| 1  | Paris Grand Slam       | Francia, Parigi                | 08 - 09 febbraio         | resoconto | [ 1 ]  |
| 2  | Düsseldorf Grand Prix  | Germania, Dusseldorf           | 21 - 23 febbraio         | resoconto | [ 2 ]  |
| 3  | Tbilisi Grand Prix     | Georgia, Tbilisi               | 21 - 23 marzo            | resoconto | [ 3 ]  |
| 4  | Samsun Grand Prix      | Turchia, Samsun                | 28 - 30 marzo            | resoconto | [ 4 ]  |
| 5  | Baku Grand Slam        | Azerbaigian, Baku              | 09 - 11 maggio           | resoconto | [ 5 ]  |
| 6  | Havana Grand Prix      | Cuba, Havana                   | 06 - 08 giugno           | resoconto | [ 6 ]  |
| 7  | Budapest Grand Prix    | Ungheria, Budapest             | 21 - 22 giugno           | resoconto | [ 7 ]  |
| 8  | Ulaanbaatar Grand Prix | Mongolia, Ulaanbaatar          | 04 -06 luglio            | resoconto | [ 8 ]  |
| 9  | Tyumen Grand Slam      | Russia, Tyumen                 | 12 - 13 luglio           | resoconto | [ 9 ]  |
| 10 | World Championships    | Russia, Chelyabinsk            | 25 - 30 agosto           | resoconto | [ 10 ] |
| 11 | Zagreb Grand Prix      | Croazia, Zagreb                | 12 - 14 settembre        | resoconto | [ 11 ] |
| 12 | Astana Grand Prix      | Kazakistan, Astana             | 10 - 12 ottobre          | resoconto | [ 12 ] |
| 13 | Tashkent Grand Prix    | Uzbekistan, Tashkent           | 16 - 18 ottobre          | resoconto | [ 13 ] |
| 14 | Abu Dhabi Grand Slam   | Emirati Arabi Uniti, Abu Dhabi | 31 ottobre - 02 novembre | resoconto | [ 14 ] |
| 15 | Qingdao Grand Prix     | Cina, Qingdao                  | 19 - 21 novembre         | resoconto | [ 15 ] |
| 16 | Jeju Grand Prix        | Corea del Sud, Jeju            | 27 - 29 novembre         | resoconto | [ 16 ] |
| 17 | Tokyo Grand Slam       | Giappone, Tokyo                | 05 - 07 dicembre         | resoconto | [ 17 ] |